# Indywidualne Mistrzostwa Świata na Żużlu 1985
Indywidualne Mistrzostwa Świata na Żużlu 1985 – cykl turniejów żużlowych mających wyłonić najlepszych żużlowców na świecie. Obronił tytułu Erik Gundersen z Danii (poprzednio rok wcześniej).
Żaden z naszych reprezentantów nie awansował do Finału Światowego, jedynie Grzegorz Dzikowski był rezerwowym.

## Finał Światowy
- 31 sierpnia 1985 r. (sobota),  Bradford – Stadion Odsal

| Msc. | Zawodnik                | Kraj              | Pkt  |                |  |
| ---- | ----------------------- | ----------------- | ---- | -------------- |  |
| 1    | Erik Gundersen          | Dania             | 13+3 | (1,3,3,3,3) +3 |  |
| 2    | Hans Nielsen            | Dania             | 13+2 | (3,3,3,1,3) +2 |  |
| 3    | Sam Ermolenko           | Stany Zjednoczone | 13+1 | (2,3,3,2,3) +1 |  |
| 4    | Kai Niemi               | Finlandia         | 10   | (2,3,2,3,0)    |  |
| 5    | Shawn Moran             | Stany Zjednoczone | 10   | (3,1,1,3,2)    |  |
| 6    | Tommy Knudsen           | Dania             | 10   | (2,2,1,2,3)    |  |
| 7    | John Cook               | Stany Zjednoczone | 9    | (0,2,3,3,1)    |  |
| 8    | Kelvin Tatum            | Wielka Brytania   | 8    | (3,0,1,2,2)    |  |
| 9    | Jan O. Pedersen         | Dania             | 7    | (3,1,1,1,1)    |  |
| 10   | Jan Andersson           | Szwecja           | 7    | (1,1,2,1,2)    |  |
| 11   | Lance King              | Stany Zjednoczone | 6    | (0,2,2,1,1)    |  |
| 12   | Egon Müller             | RFN               | 5    | (2,1,0,2,0)    |  |
| 13   | Armando Castagna        | Włochy            | 4    | (0,2,2,0,0)    |  |
| 14   | Zoltán Adorján          | Węgry             | 2    | (0,0,0,0,2)    |  |
| 15   | Wiktor Kuzniecow        | ZSRR              | 2    | (1,0,0,0,1)    |  |
| 16   | Karl Maier              | RFN               | 1    | (1,0,0,0,0)    |  |
|      | rez. Grzegorz Dzikowski | Polska            | ns   |                |  |
|      | rez. Phil Collins       | Wielka Brytania   | ns   |                |  |